# Колодниця (права притока Дністра)
Коло́дниця (Нежу́хівка) — річка в Україні, у межах Дрогобицького, Стрийського районів Львівської області. Права притока Дністра (басейн Чорного моря).

## Опис
Загальна довжина 69 км, площа басейну 323 км². Долина у верхів'ї V-подібна, нижче — розширюється. Річище завширшки 4—8 м (максимальна ширина — до 35 м). Глибина річки 0,5—1 м, найбільша 3 м. Похил річки 1,3 м/км. Бувають дощові паводки. Річище на 35 км відрегульоване, у нижній течії обваловане, є ставки. У верхній течії річка є типово гірською, нижче — має рівнинний характер.

## Розташування
Бере початок на північно-східних схилах Орівського хребта, неподалік від села Зимівки. Тече переважно на північний схід і (частково) північ через хутір Іваники, села Доброгостів, Уличне, Голобутів, Райлів, Болоня. Впадає у Дністер на південь від села Устя. 
Притоки: Жолобний, Ступниця, Суха, Перекоп (ліві); Бистра, Яцків, Шипильський, Святий (праві). 
В районі села Доброгостів на річці розташовані дві великі водойми — Доброгостівське водосховище та озеро Уличанка. 
У нижній течії, від східних околиць села Кавсько до гирла, річка має назву Нежухівка, однак картографічним матеріалом кінця XVIII - середини ХІХ ст. це не підтверджується, навпаки назва "Колодниця" читається до впадіння річки у Дністер, а "Нежухівка" виявляється правою притокою Колодниці, яка протікає територією села Нежухів.